# Taiping
Il Monte Taiping, o Taipingshan (cinese tradizionale: 太平山; Pinyin: Tàipíngshān), è una montagna taiwanese situata a Datong, nella Contea di Yilan nel nord dell'isola di Taiwan.

## Geografia
Il monte include una delle tre aree di Taiwan a maggior densità di vegetazione, in quanto vi è stata ricreata l'originale foresta. Situato a 1.950m (6.397 piedi) sul livello del mare, il Taipingshan è un luogo ricchissimo di risorse naturali ed ecologiche.